# 決勝時空戰區 (電影)
《決勝時空戰區》（英語：Masters of the Universe）是一部1987年美國科幻動作片，由蓋瑞·葛達執導，改編自美泰兒公司旗下的玩具《太空超人》。電影主演包括杜夫·朗格、法蘭克·藍吉拉、柯特妮·考克斯、詹姆士·托根、克里斯汀娜·皮克勒斯和梅格·福斯特主演。《決勝時空戰區》1987年8月7日在美國廣泛上映。電影獲得了普遍負評和失敗的票房，但在之後成為了邪典電影。

## 劇情
故事敘述主角太空超人和邪惡的幽靈王為了搶奪一把能操縱時間與空間的時空鑰匙，雙方就此展開天人交戰。

## 重啟版
2007年，傳出吳宇森將擔任重啟版的《太空超人》電影；儘管網路上有著關於製作和選角的傳言，但該計畫仍未正式啟動，據傳電影的版權已被美泰兒公司收回。
2009年9月，索尼影業接管了華納兄弟公司的真人改編權，而監製喬·西佛則因創作方向不一而退出。索尼與Escape Artists的陶德·布萊克、傑森·布盧門撒爾、史蒂夫·提許開始隨著哥倫比亞影業發展該電影。2010年4月，索尼聘請了編劇邁克·芬奇和亞里士·李維克編寫一份新劇本。後來，華納兄弟打算讓《功夫熊貓》的導演約翰·史蒂文森來執導。2009年5月12日，宣布劇本改由伊凡·多爾帝負責，史蒂文森仍為導演人選。
2012年末，Deadline.com報導，朱浩偉正在洽談擔任導演。原太空超人演員杜夫·朗格林在接受IGN採訪時，透露有望飾演藍道國王。2012年10月12日，李察·溫克被聘來改寫劇本。2013年3月28日，朱浩偉說電影還在測試階段，也不會是裝模作樣的而是個起源故事。 10月7日，據《好萊塢報導》，泰瑞·羅西奧將撰寫劇本，而陶德·布萊克、傑森·布盧門撒爾、史蒂夫·提許將會擔任監製，且電影將在伊特魯里亞拍攝；此外，朱浩偉將不會執導。
2014年1月10日，Schmoes Know報導，《異星大作戰》的導演喬·柯尼許、《迴路殺手》的導演萊恩·詹森、《母侵》的導演安迪·馬希提、《古魯家族》的雙導演柯克·狄麥可與克里斯·桑德斯、《樂高玩電影》的雙導演菲爾·洛德與克里斯多福·米勒都是導演候選人。2月26日，據報導，麥可·凱西爾、傑夫·瓦德洛、哈洛德·茲瓦特和克里斯·麥凱是目前的導演候選名單。4月9日，Schmoes Know報導，瓦德羅將執導本片，但《好萊塢報導》則稱瓦德羅只是改寫劇本。
2015年8月19日，克里斯多夫·約斯特曾被聘請為電影編劇。2016年1月22日，根據Deadline.com報導，喬瑟夫·麥克吉帝·尼克爾將執導本片，邁克·芬奇和亞里士·李維克被找回為電影編劇，而陶德·布萊克、傑森·布盧門撒爾、史蒂夫·提許也將參與監製。2016年6月24日，凱蘭·魯茲有望擔任主演。
2017年4月26日，索尼證實，重啟電影將於2019年12月18日上映；但喬瑟夫·麥克吉帝·尼克爾已退出導演一職，而劇本則由大衛·S·高耶負責。2017年12月，據報導，高耶有望執導電影。2018年2月，高耶將不會執導電影，但仍會擔任編劇和執行製片人。2018年4月19日，據報導，《劫匪幫》（2015年）的搭檔導演尼兄弟被聘來執導電影。2020年初，宣布諾亞·森迪尼奧扮演主角太空超人，預計暑期開拍，最終受到2019冠状病毒病疫情影響，該項目不了了之。2021年4月30日，森迪尼奧透過經紀人對外證實，退出本片。

## 外部連結
- 互联网电影数据库（IMDb）上《決勝時空戰區》的资料（英文）
- Box Office Mojo上《決勝時空戰區》的資料（英文）
- 爛番茄上《決勝時空戰區》的資料（英文）
- YouTube上的Masters of the Universe
- 豆瓣电影上《決勝時空戰區》的資料 （简体中文）